# 6805 Abstracta
Abstracta (asteróide 6805) é um asteróide da cintura principal, a 2,6675992 UA. Possui uma excentricidade de 0,1615459 e um período orbital de 2 072,79 dias (5,68 anos).
Abstracta tem uma velocidade orbital média de 16,69829419 km/s e uma inclinação de 1,89424º.
Este asteróide foi descoberto em 24 de Setembro de 1960 por Cornelis van Houten, Ingrid van Houten-Groeneveld, Tom Gehrels.